# Čipčie
Čipčie (920 m n.p.m.) – szczyt w Małej Fatrze Luczańskiej w Centralnych Karpatach Zachodnich na Słowacji.

## Opis szczytu
Čipčie znajduje się na jednym z grzbietów, na które rozgałęzia się szczyt Krížava (1457 m). Na grzbiecie tym kolejno znajdują się: Skalka, Kobylie, Ostrá, Na Zadným i Čipčie, na którym grzbiet ten znów rozgałęzia się na dwa ramiona; północne i zachodnie, obydwa opadają do Kotliny Rajeckiej. Ramię północne opływa Turiansky potok, ramię zachodnie jego dopływ, potok Polomec.

## Turystyka
Najkrótsze dojścia na szczyt prowadzą ze wsi Turie. Na szczycie jest polana, z której rozciąga się widok na główny grzbiet Małej Fatry Luczańskiej, Kotlinę Żylińską, Góry Strażowskie, Białe Karpaty, Jaworniki, Beskid Morawsko-Śląski i zachodnią część Beskidu Kysuckiego. Ze szczytu Čipčie prowadzi dalej niebieski szlak turystyczny na szczyt Krížava.
  odcinek: Turie – Pod Železom – Čipčie. Odległość 3,4 km, czas przejścia 1:30 godz., suma podejść 485 m
  Turie – Pod Železom, potem   – Nad Zadným, potem   – Čipčie. Odległość 3,6 km, czas przejścia 1:40 godz.
  Turie - Pod Ostrou, potem   Nad Zadným – Čipčie. Odległość 6,2 km, czas przejścia 2:30 godz.

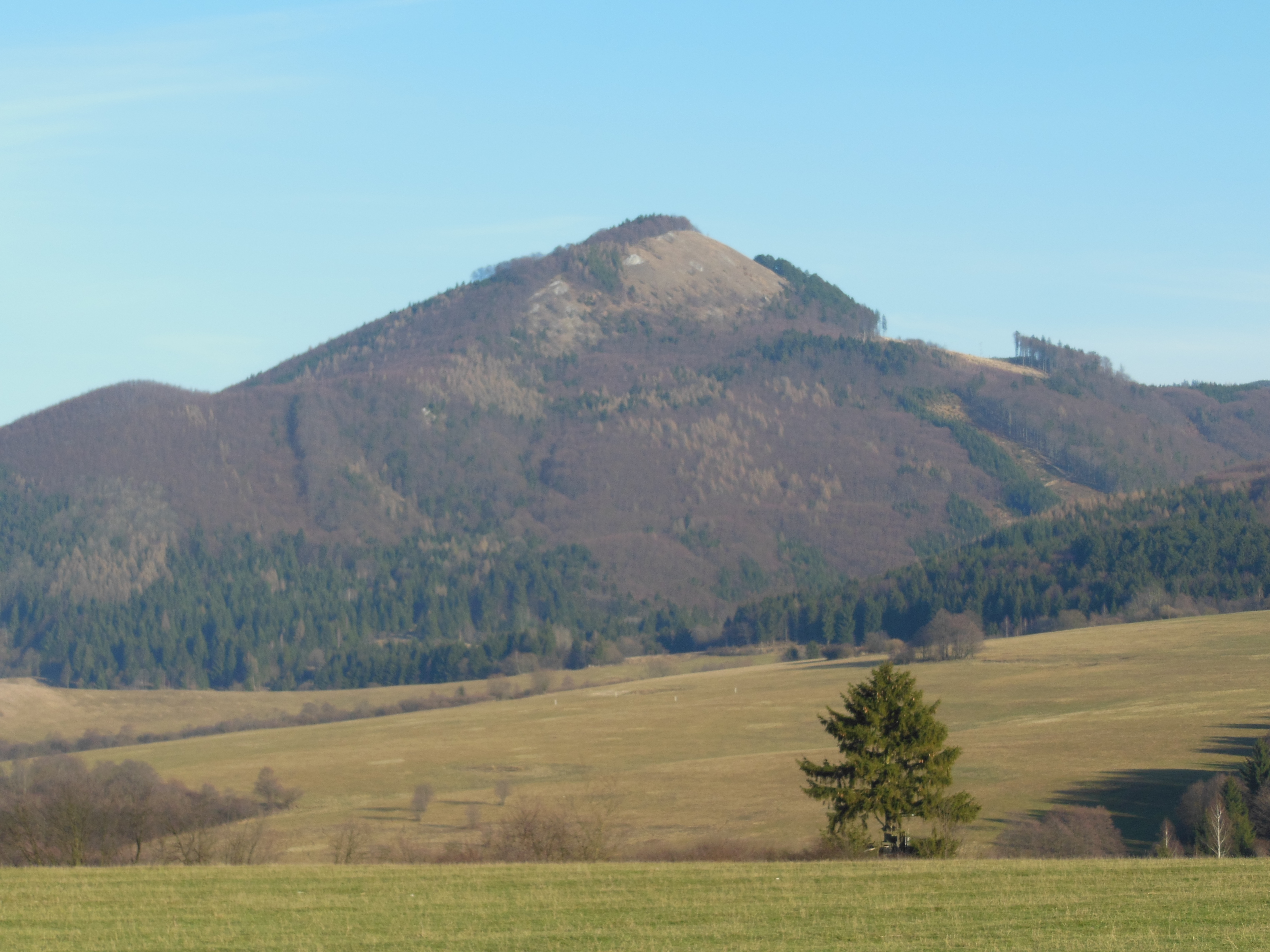
Widok na szczyt z Kamenca
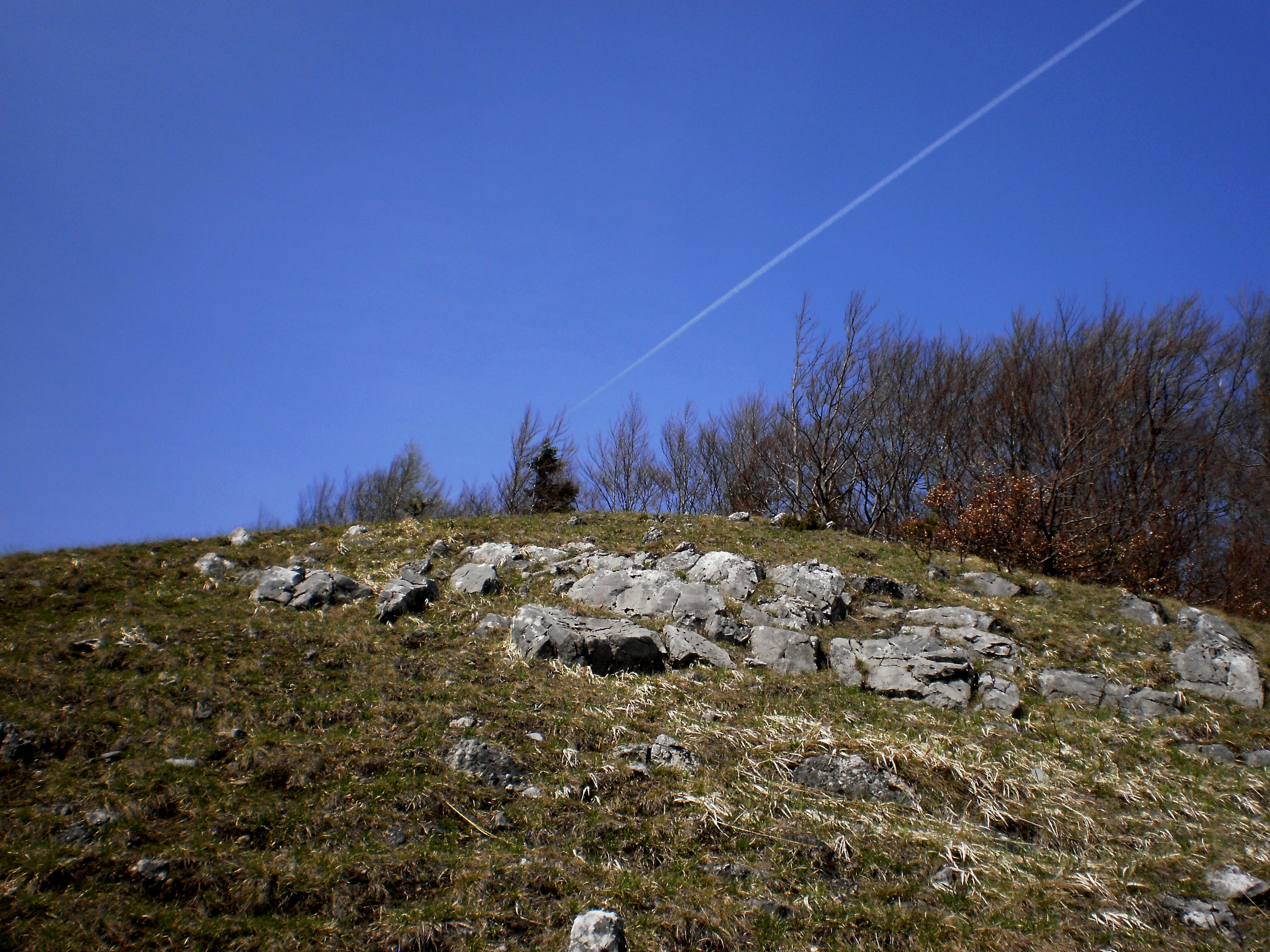
Szczyt